# Montoire-sur-le-Loir
Montoire-sur-le-Loir är en kommun i departementet Loir-et-Cher i regionen Centre-Val de Loire i de centrala delarna av Frankrike. Kommunen ligger i kantonen Montoire-sur-le-Loir som tillhör arrondissementet Vendôme. År 2022 hade Montoire-sur-le-Loir 3 678 invånare.

## Befolkningsutveckling
Antalet invånare i kommunen Montoire-sur-le-Loir
| Referens: INSEE |